# Triumf Glass
Triumf Glass är ett svenskt företag som tillverkar och säljer glass med huvudkontor i Sävedalen i Partille kommun. 
Under 2014 tillverkades 16,5 miljoner liter glass på anläggningen strax utanför Göteborg. Företagets storsäljare är Gammaldags gräddglass vanilj i tvåliterspaket.

## Historik

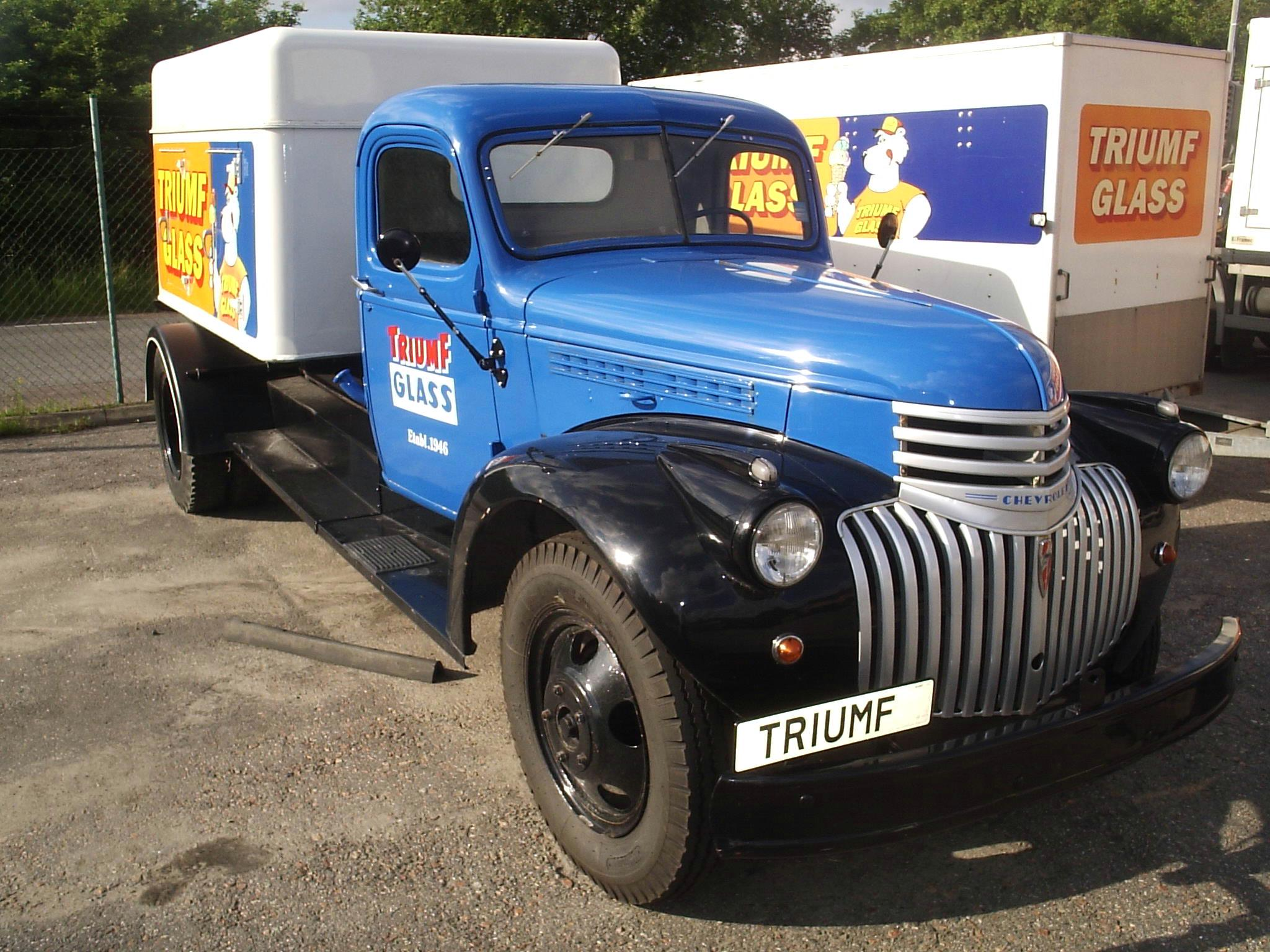
Triumf Glass, lastbil av äldre modell.

Triumf Glass grundades 1946 av Arne Müntzing i Göteborg. Den första lokalen låg på Allmänna vägen i Majorna i Göteborg. Försäljning finns fortfarande kvar där det en gång började år 1946. Triumf Glass fick under 2014 mottaga Gatenhielmska kulturreservatets kulturpris i form av ett kaparbrev.
Under Triumf Glass första år tillverkades glassen tidigt på morgonen och försäljningsvagnar kördes ut varje dag. De dagar då det regnade fick man ställa in försäljningen. 
Allt eftersom det gick bättre köpte man även glassbutiken på Bruksgatan 1958 (vid Vagnhallen). Där finns försäljningen fortfarande kvar än idag.
Utöver kioskförsäljningen var badplatser, Göteborgs sjukhus och Amerikabåtarna bland de stora kunderna.
År 1958 startade produktionen vid glassfabriken i Sävedalen. 1973 brann fabriken ned och en ny byggdes upp några hundra meter bort. 
Glassbutiken öppnades i Sävedalen 1958, butiken har flyttats ett antal gånger och idag ligger det välbesökta Triumf Glasscafé vid infarten till Sävedalen.
Grundaren Arne Müntzing avled 1982 och hans fyra söner tog då över företaget.
År 1987 introducerades företagets maskot "Glasse".
Triumf Glass förvärvades 2004 av Diplom-Is och bytte namn till Diplom-Is Sverige. Under 2010 såldes företaget till Anders Müntzing, varvid företagsnamnet blev Triumf Glass AB .
År 2018 lanserades glasserien "Farbror Arnes" uppkallad efter grundare Arne Müntzing. Idag (2025) finns varianterna: Kladdkaka, Saltlakrits, Lemon Curd, Brynt Smör, Kanelbulle och Marshmallow.

### Dagens Triumf Glass
År 2023 hade Triumf Glass 120 anställda och VD för företaget är grundaren Arne Müntzings barnbarn Alexander Müntzing.